# Château de Ferrant
Le château de Ferrant, ou manoir de Ferrant, est un manoir français qui se trouve à Issigeac, en Dordogne, dans le Périgord pourpre, au sud de Bergerac. Il est situé sur l'ancienne voie romaine appelée chemin Ferré.

## Description
Ancien fief noble, le château de Ferrant fut construit au début du XIIIe siècle, démantelé en partie sans être pour autant supprimé puis prolongé et agrandi par une chartreuse à la fin du XVIIe siècle.
Il fut du XIVe siècle au XIXe siècle la demeure de la famille de Laurière, coseigneurs d'Issigeac, puis de la famille de Scorailles jusqu'au début du XXe siècle.

## Galerie

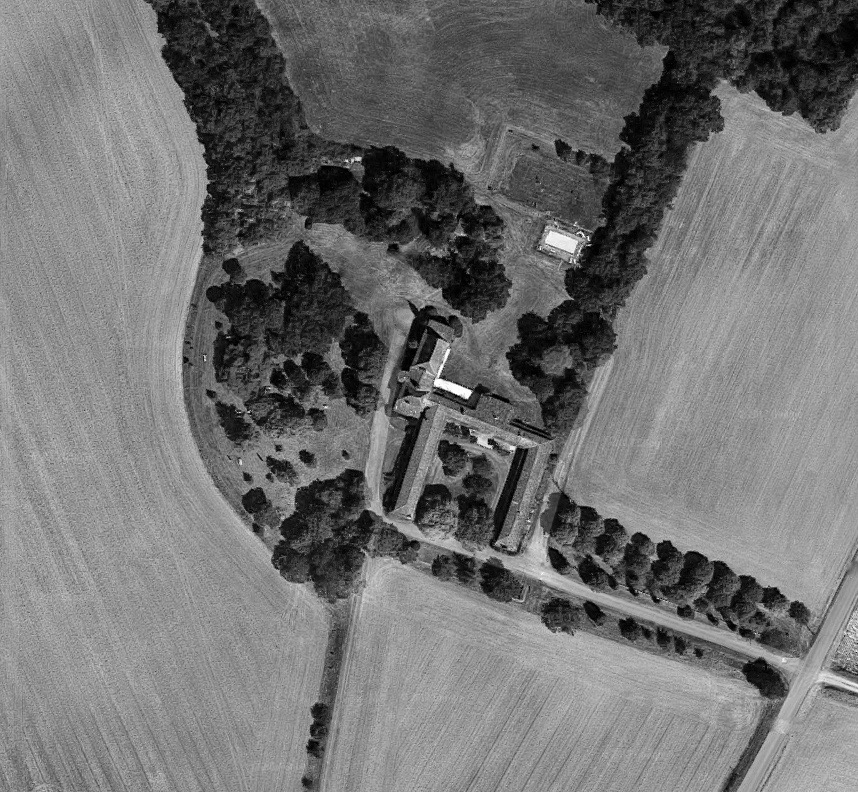
Vue aérienne.
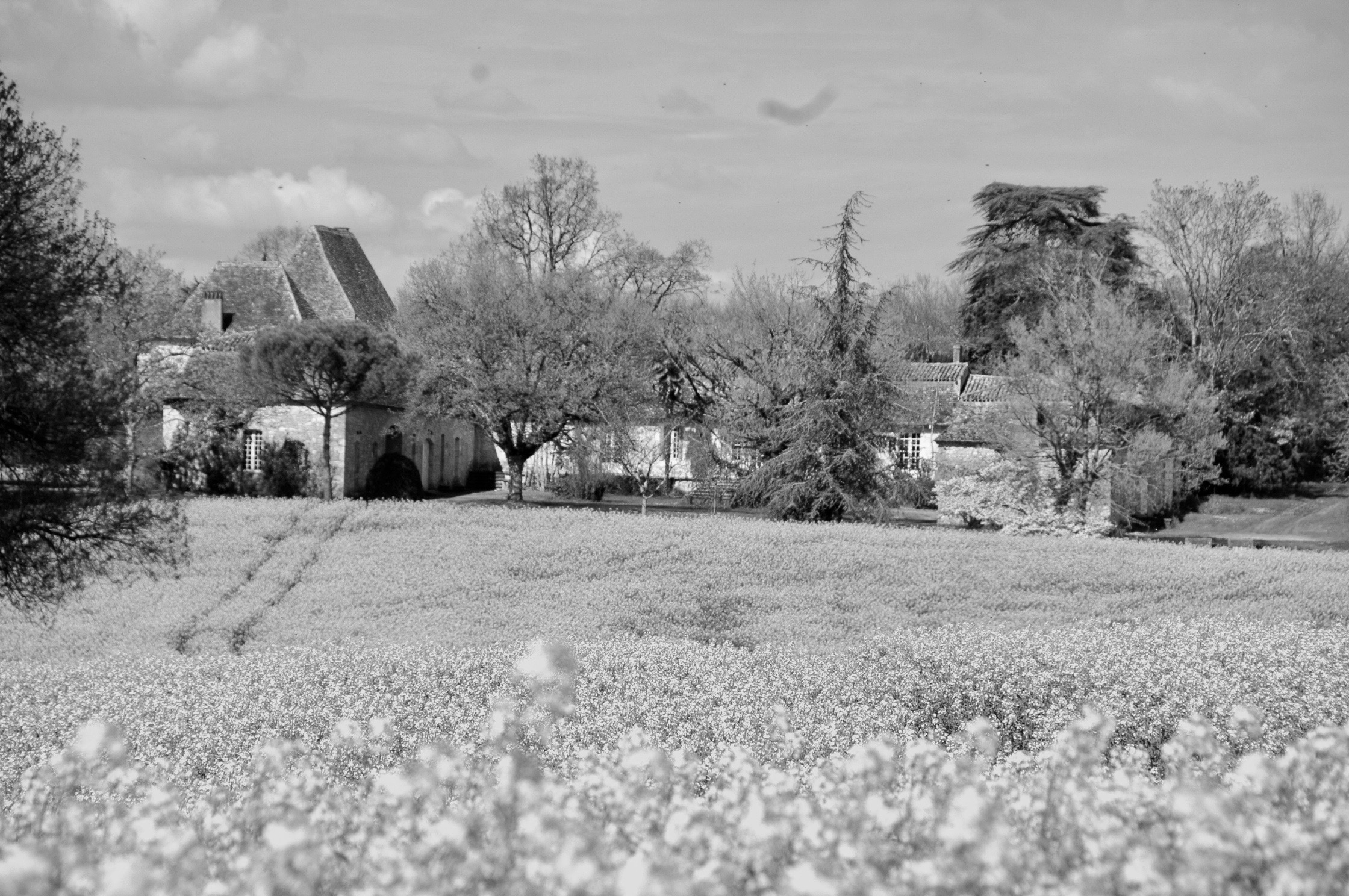